# Elezioni regionali in Spagna del 2009
Le elezioni regionali in Spagna del 2009 si tennero il 1º marzo nelle due comunità autonome della Galizia e dei Paesi Baschi.

## Risultati

### Galizia
| Liste                                        | Voti      | %     | Seggi |
| -------------------------------------------- | --------- | ----- | ----- |
| Partito Popolare                             | 789 427   | 46,68 | 38    |
| Partito dei Socialisti di Galizia            | 524 488   | 31,02 | 25    |
| Blocco Nazionalista Galiziano                | 270 712   | 16,01 | 12    |
| Unione Progresso e Democrazia                | 23 796    | 1,41  | –     |
| Terra Galiziana                              | 18 726    | 1,11  | –     |
| Sinistra Unita                               | 16 441    | 0,97  | –     |
| I Verdi - Gruppo Verde                       | 5 911     | 0,35  | –     |
| Per un Mondo più Giusto                      | 3 507     | 0,21  | –     |
| Fronte Popolare Galiziano                    | 2 903     | 0,17  | –     |
| Noi - Unità Popolare                         | 1 510     | 0,09  | –     |
| Partito Umanista                             | 1 227     | 0,07  | –     |
| Democrazia Orense                            | 1 066     | 0,06  | –     |
| Máis Galicia                                 | 923       | 0,05  | –     |
| Falange Española de las JONS                 | 675       | 0,04  | –     |
| Solidarietà e Autogestione Internazionalista | 420       | 0,02  | –     |
| Galizia Unita                                | 369       | 0,02  | –     |
| Unione Centrista Liberale                    | 311       | 0,02  | –     |
| Partito Sociale e Democratico di Diritto     | 262       | 0,02  | –     |
| Assemblea di Votazione Elettronica           | 230       | 0,01  | –     |
| Voti in bianco                               | 28 071    | 1,66  | –     |
| Totale                                       | 1 690 975 | 100   | 75    |

### Paesi Baschi
| Liste                                                     | Voti      | %     | Seggi |
| --------------------------------------------------------- | --------- | ----- | ----- |
| Partito Nazionalista Basco                                | 399 600   | 38,14 | 30    |
| Partito Socialista del Paese Basco                        | 318 112   | 30,36 | 25    |
| Partito Popolare                                          | 146 148   | 13,95 | 13    |
| Aralar                                                    | 62 514    | 5,97  | 4     |
| Eusko Alkartasuna                                         | 38 198    | 3,65  | 1     |
| Sinistra Unita - Verdi                                    | 36 373    | 3,47  | 1     |
| Unione Progresso e Democrazia                             | 22 233    | 2,12  | 1     |
| I Verdi                                                   | 5 643     | 0,54  | –     |
| Per un Mondo più Giusto                                   | 3 072     | 0,29  | –     |
| Partito Animalista Contro il Maltrattamento degli Animali | 1 504     | 0,14  | –     |
| Partito Operaio Socialista Internazionalista              | 1 178     | 0,11  | –     |
| Partito Famiglia e Vita                                   | 1 052     | 0,10  | –     |
| Partito Umanista                                          | 418       | 0,04  | –     |
| Partito Carlista                                          | 151       | 0,01  | –     |
| Voti in bianco                                            | 11 562    | 1,10  | –     |
| Totale                                                    | 1 047 758 | 100   | 75    |